# Phytotelme

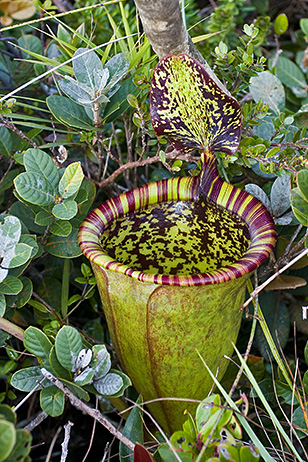
L'urne de Nepenthes attenboroughii

Le phytotelme est un habitat aquatique contenu dans une plante terrestre. L’eau accumulée, bien que généralement en faible quantité, est suffisante pour supporter la vie ou une partie du cycle de vie de nombreuses espèces animales. On reconnaît cinq principaux types de phytotelmes : 
- l’aisselle des feuilles de plantes (Bananier, Pandanus, Ravenala, Dipsacus)
- l’ascidie et l’urne de certaines plantes carnivores (Sarracenia, Nepenthes),
- le réservoir des Broméliacées,
- les cavités des troncs d’arbre nommées dendrotelmes,
- l’entre-nœud des bambous.

## Étymologie
Phytotelme est formé de l’union des deux mots du grec ancien : phyto - plante et telma - mare.  Le terme a été créé par L. Varga en 1928.

## Biologie

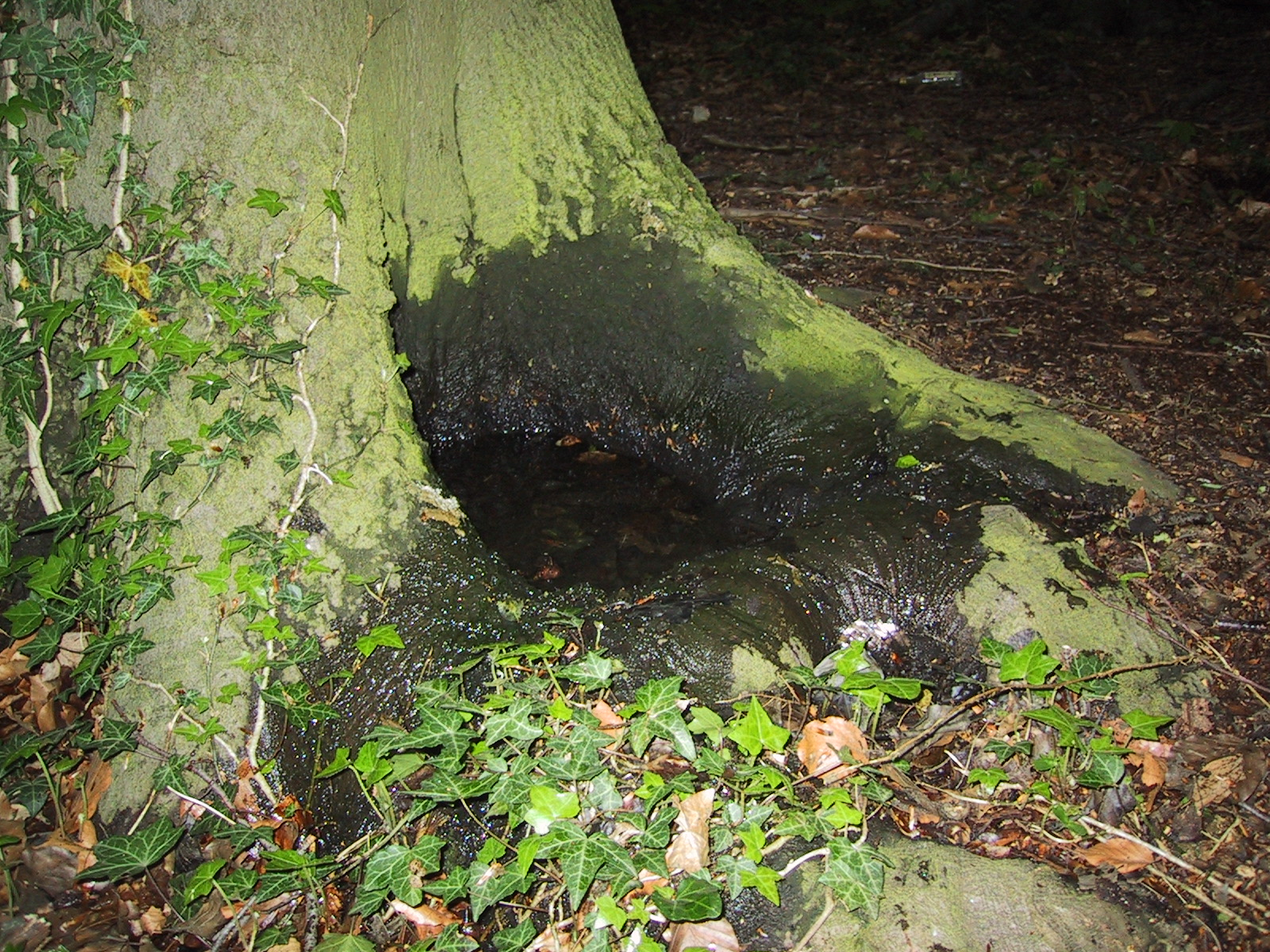
Un dendrotelme à la base d'un arbre

Les phytotelmes se retrouvent sous une forme ou l’autre dans de nombreux écosystèmes colonisés par les végétaux.  Des espèces de Sarraceniaceae habitent les tourbières subarctiques et des membres des genres Angelica et Dipsacus ont colonisé les abords des routes de campagne. 
Toutefois, ce sont les forêts tropicales humides qui abritent les plus grandes densités de phytotelmes, dû notamment à l’omniprésence des Broméliacées (pour les Amériques). L’adaptation épiphytique des Broméliacées (famille principalement néotropicale), qui leur permet une colonisation tridimensionnelle de l’écosystème, donne aux forêts tropicales humides une densité de phytotelmes inégalée ailleurs. Dans les forêts de nuages de Colombie, on a estimé une densité de 17,5 broméliacées par mètre carré de terrain.  Considérant que chaque plant contient en moyenne un quart de litre d’eau, il y aurait jusqu’à 50 000 litres d’eau disponibles par hectare pour la colonisation par diverses formes de vie.
Les annélides (oligochètes, polychètes), les crustacés, les insectes, les acariens et les anoures sont les principaux taxons habitant les phytotelmes.  Les Odonates et de nombreuses familles de Diptères ont adopté ces milieux aquatiques : Tipulidés, Culicidés, Chironomidés, Cératopogonidés, Psychodidés, Phoridae, Syrphides, Neurochaetidae, Scirtidae.  
Des espèces d’au moins quatre familles d’anoures dépendent à des degrés divers des phytotelmes : les Hylidae, les Microhylidae, les Rhacophoridae et les Mantellidae.  Dans la famille des Hylidae, plusieurs espèces des genres Phyllodytes et Scinax sont complètement dépendantes des Broméliacées pour l'ensemble de leur cycle de vie.